# Zineb Sedira
Zineb Sedira (París, 1963) és una artista francesa en fotografia i vídeo, filla de militants pro-independentistes d'Algèria que emigraren de la Cabília a Gennevilliers (França) el 1961
Va estudiar a Londres i va començar a treballar al Regne Unit. Es dedica a la fotografia, el vídeo i ha realitzat diferents instal·lacions artístiques al voltant de la Mediterrània, i la problemàtica de la migració i la família. El setembre de 2020 es va fer públic que representarà França a la Biennal de Venècia de 2022.

## Estudis
- 1998-2003: Royal College of Art: Departament de Fotografia, Londres
- 1995-1997: Slade School of Art: Master of Fine Art in Media, Londres
- 1992-1995: Central Saint Martins School of Art: BA (honors), Critical Fine Art Practice, Londres.

## Premis
El seu treball ha rebut diversos premis:
- 2015: nominada per al Premi Marcel Duchamp
- 2011: Premi Dazibao, Le Mois de la Photo, Mont-real, Quebec.
- 2010: Premis SAM, París.
- 2004: Decibel Award, Consell de les Arts, Londres.
- 2001: Premi AfAA, laureat 2001, IV Bamako. Trobada africana de Fotografia, Bamako, Mali.
- 2000: Westminster Arts Council, Film and Video Bursaries, Londres.
- 1999: Artsadmin Artists Bursary, Londres & Artists film and video national fund, The Arts Council of England.